# Zója Székely
Pour les articles homonymes, voir Székely.
Zója Székely (née le 5 mai 2003 à Budapest) est une gymnaste artistique hongroise.

## Carrière
Zója Székely obtient aux Gymnasiades de 2008 à Marrakech la médaille d'or par équipes et la médaille d'argent aux barres asymétriques. 
Elle remporte la médaille d'argent aux barres asymétriques et la médaille de bronze au concours par équipes aux Championnats d'Europe de gymnastique artistique féminine 2020 à Mersin,.